# Rønhave (Als)
Rønhave er en tidligere herregård, på Kær Halvø på Als, som kan dateres tilbage til 1315. Gennem tiden har både hertuger og konger ejet Rønhave. Hovedbygningen, som den står i dag, er genopbygget i 1865, efter den blev skudt i brand i krigen i 1864. Efter forskellige ejere køber den tyske domæneforvaltning i 1904 Rønhave. 1920 overgik den til den danske stat, som i 1924 forpagtede den ud til domæneforpagter Lorenzen. 1930 blev det besluttet, at Rønhave skulle reserveres til en fremtidig forsøgsstation med ca. 60 ha. De resterende ca. 400 ha blev udstykket til 27 husmandsbrug.
Den nuværende hovedbygning består af en lang, enetages bygning udstyret med en toetagers, gennemgående frontspids midt på bygningen samt et kort, toetagers tværhus i den sydlige ende. Rønhaves store park, der afgrænses af voldgraven, har mange gamle og sjældne træer. Den fredede voldgrav fra 1500-tallet er et tinglyst, fredet fortidsminde.

## Historie
- 1315 er Johan Holck registreret som ejer. Denne slægt ejede Rønhave til 1589.
- 1589 sluttede slægten Holcks tid på Rønhave, da Henrik Holcks sønner, Detlef og Anders Holck, valgte at sælge herreården videre til amtmand Hans Blome (1530-1599).
- 1590 tilhørte gården hertug Hans den yngre, hertugdømmet Sønderborg. Han nedlagde landsbyen Skovhuse med tre gårde og tre kåd og lagde jorden ind under Rønhave.
- 1622 køber hertug Alexander af Slesvig-Holsten-Sønderborg Rønhave. 1627 køber hertug Christian Adolf af Slesvig-Holsten-Sønderborg Rønhave. 1653 køber hertug Christian Adolf af Slesvig-Holsten-Sønderborg Rønhave, som går konkurs i 1667.
- 1667 kom Rønhave under kronen af  Frederik 3., 1670 omlagde Christian 5. driften, så flere Ulkebøl-gårde kom under Sønderborg Ladegaard med pligt til hoveritjeneste.
- 1746 skænkede Christian 6. Kær Halvø med Rønhave og underliggende til hertug Christian August 1. af Slesvig-Holsten-Sønderborg-Augustenborg på livstid. Senere gjorde Frederik 4. det muligt at betale sig fri for en del af hoveriet.
- 1852 måtte hertug Christian August 2. af Slesvig-Holsten-Sønderborg-Augustenborg afstå Rønhave til den danske stat på grund af sin medvirken i det slesvigholstenske oprør. Staten lod i denne periode herredsfogeden i Augustenborg ophæve den sidste del af hoveripligten.
- 1855 kom Rønhave igen på private hænder. Først var det enke efter bogtrykker Joh. Chr. Berling, Hedevig Sophie, og derefter svigersønnen, orlogskaptajn Chr. H. Møller. Fra 1866 var ejeren Otto Schwertfeger fra Tyskland, og senere kom gården under tysk domæneforvaltning.
- 1864 den 14. april brændte Rønhave, antændt af en tysk granat. Inden jul 1864 var det meste af gården opført igen. På denne tid var der 150 malkekøer på gården. Man havde eget mejeri med en mejerske og seks mejeripiger. Der var desuden ansat en husjomfru, en kokkepige, en stuepige, en barnepige, og man havde 16 mandlige tjenestefolk på kost.
- 1904 køber den tyske domæneforvaltning Rønhave og omdanner den til en domænegård.
- 1920 blev gården igen overtaget af den danske stat, og der blev udstykket 27 husmandsbrug og 10 ældre husmandsbrug fik tillægsparceller, som fik navnet Statshusmandskoloni Rønhave.
- 1933 blev det besluttes at Rønhave skal reserveres til fremtidig forsøgsstation. Jørgen Lorenzen var forpagter på Rønhave indtil 1949.
- 1950 overgår Rønhaves bygninger og jordarealet på 60 ha til en forsøgsgård, som en filial under Blangstedgaard. Samme år blev der oprettet yderligere tre husmandsbrug.
- 1967 til 2003 blev Rønhave en selvstændig forsøgsstation under Statens Planteavlsudvalg, med bl.a. korndyrkning og sædskifte som speciale.
- 2003 købes gården af Hans Iversen, Vranglandgaard. Der er etableret bed & breakfast med otte lejligheder i hovedbygningen, og i stalden har Rønhaveslagteren og gavebutikken Olde A til huse. På loftet af stalden er der indrettet et lokalhistorisk museum med gamle ting fra landbruget. Museet hører under Ulkebøl Lokalhistorisk Arkiv. Rønhaves 60 ha og Vranglandgårds 91 ha drives under et, med en produktion af 7.500 slagtesvin årligt.
- 2022 købes gården af  Hans Iversens datter Susanne Iversen. [1]